# Gladys' Leap
Gladys' Leap è un album dei Fairport Convention pubblicato nel 1985.

## Tracce
1. How Many Times – 3:28
2. Bird From The Mountain – 4:52
3. Honour And Praise – 5:23
4. The Hiring Fair – 5:53
5. Instrumental Medly '85 – 5:09
6. My Feet Are Set For Dancing – 4:02
7. Wat Tyler – 5:35
8. Head In A Sack – 4:25
9. Angel Delight (Bonus Track) – 4:32
10. Polly On The Shore (Bonus Track) – 5:15
11. Lucky Old Sun (Bonus Track) – 5:36